# Андрих, Роберт
Ро́берт А́ндрих (нем. Robert Andrich; род. 22 сентября 1994, Потсдам) — немецкий футболист, полузащитник и капитан клуба «Байер 04», игрок сборной Германии. Участник чемпионата Европы 2024.

## Клубная карьера
Андрих начал футбольную карьеру в команде ФК «Турбине Потсдам». В 2003 году он перешёл в юношескую систему «Герты». В феврале 2013 года перешёл в «Динамо Дрезден», который играл в третьей лиге. В июне 2016 года он перешёл в «Веен Висбаден». В январе 2018 года Андрих объявил, что покидает клуб по окончании сезона 2018/19 и переходит в клуб из Второй Бундеслиги «Хайденхайм».
В 2019 году он перешёл в «Унион Берлин», который играл свой первый сезон в Бундеслиге.
В сезоне 2023/24 стал сенсационным чемпионом Германии вместе с «Байером».

## Международная карьера
В октябре 2023 года получил первый вызов в сборную Германии на товарищеские матчи против сборных США и Мексики, но на поле не появился. Дебютировал за сборную через месяц, 21 ноября, в товарищеском матче против сборной Австрии.
Был включён в состав на домашний чемпионат Европы 2024 года.

## Достижения
«Байер 04»
- Чемпион Германии: 2023/24
- Обладатель Кубка Германии: 2023/24
- Обладатель Суперкубка Германии: 2024